# Hugo Sosa
Hugo Sosa Miranda fue un árbitro de fútbol paraguayo.

## Trayectoria
Comenzó internacionalmente como juez de línea en la final de la Copa Libertadores 1967 y un año después ya fue central.
Estuvo en la ida de la Copa Intercontinental 1968, que enfrentó a Estudiantes de Argentina contra Manchester United de Inglaterra y terminó con un marcador de 1-0 favorable a los sudamericanos.
A nivel de selecciones, dirigió en el Torneo Preolímpico Sudamericano de 1972 y la victoria de Bolivia frente a Argentina 3-1 en las eliminatorias hacia el Mundial de 1970.